# Auguste Champetier de Ribes
Auguste Champetier de Ribes (Antony, 30 juli 1882 – aldaar, 6 maart 1947), was een Frans christendemocratisch politicus en rechtsgeleerde.

## Biografie
Champetier studeerde rechten aan de universiteit van Parijs. Hij nam als militair deel aan de Eerste Wereldoorlog (1914–1918). Tijdens deze oorlog raakte hij gewond.
Hij werd sterk beïnvloed door de christendemocratische en -sociale theorieën van Albert de Mun (1841–1914). In 1919 was Champetier medestichter van de christendemocratische en centristische Parti Démocrate Populaire (PDP, Democratische Volkspartij). Van 1924 tot 1934 was hij voor het departement Basses-Pyrénées lid van de Kamer van Afgevaardigden (Chambre des Députés) en van 1934 tot 1940 vertegenwoordigde hij het departement Basses-Pyrénées in de Senaat.

## Minister
Van 3 november 1929 tot 21 februari 1930 was Champetier onderstaatssecretaris van Financiën in het kabinet van premier André Tardieu. Van 2 maart tot 13 december 1930 was hij minister van Pensioenen onder Tardieu. In de daaropvolgende kabinetten-Laval en Tardieu III (27 januari 1931 – 3 juni 1932) was hij ook minister van Pensioenen. Op 13 september 1938 werd hij opnieuw minister van Pensioenen, maar bekleedde daarnaast ook de ministerspost van Oud-strijders (in het kabinet-Daladier). Van 13 september 1938 tot 10 mei 1940 was hij onderstaatssecretaris van Buitenlandse Zaken (kabinet-Daladier en kabinet-Reynaud).

## Verzetsheld
In zijn hoedanigheid als senator stemde hij op 10 juli 1940, na de Franse nederlaag tegen nazi-Duitsland, tegen het verlenen van volmachten aan maarschalk Philippe Pétain. Hij trad vervolgens als senator af en ging met pensioen. Al snel trad hij toe tot het Franse verzet en werd hij een van de leiders van de verzetsgroep Combat ("Strijd"). Later ging Combat op in de overkoepelende Conseil National de la Résistance (CNR, Nationale Raad voor de Bevrijding).

## Openbaar aanklager
Na de oorlog trad Champetier toe tot de Voorlopige Consultatieve Raad (Assemblée Consultative Provisoire).
Voorlopig staatshoofd Charles de Gaulle benoemde Champetier tot een van de Franse openbare aanklagers bij het Neurenberg Proces tegen de Nazi-oorlogsmisdadigers (1946). Terug in Frankrijk stelde hij zich kanididaat voor het voorzitterschap van de Conseil de la République (Raad van de Republiek). Hij verkreeg 129 stemmen, evenveel als zijn concurrent, de communist Georges Marrane. Toch werd Champetier de Ribes voorzitter, omdat Marrane jonger was.

## Presidentskandidaat
Champetier werd lid van de christendemocratische Mouvement Républicain Populaire (MRP, Republikeinse Volksbeweging) en stelde zich kandidaat voor de Franse presidentsverkiezingen 1947. Tijdens de stemming in het Franse parlement (29 december 1946) kreeg hij 242 stemmen, terwijl de SFIO-kandidaat (en medeverzetsleider) Vincent Auriol 452 stemmen kreeg. Auriol won de presidentsverkiezingen. Het hem aangeboden voorzitterschap van het parlement moest hij wegens ziekte afwijzen.
Auguste Champetier de Ribes overleed op 64-jarige leeftijd in zijn geboorteplaats